# Hipertrofia
Hipertrofia é o desenvolvimento anormal de um órgão. A hipertrofia das funções celulares provoca aumento das células e órgãos afetados. Para ocorrer hipertrofia, deve-se atender algumas exigências: primeiro o fornecimento de O2 e de nutrientes deve ser maior para suprir o aumento das exigências celulares. Além disso, as células devem ter suas organelas e sistemas enzimáticos íntegros, por isso células lesadas não podem se hipertrofiar. Órgãos e tecidos cuja atividade depende da estimulação nervosa só podem hipertrofiar se a inervação estiver preservada.

## Causas
A hipertrofia é sempre uma forma de adaptação das células e dos órgãos frente a maior exigência de trabalho, podendo ser fisiológica ou patológica. A hipertrofia fisiológica ocorre em certos órgãos e em determinadas fases da vida como fenômenos programados, como a musculatura uterina durante a gravidez.
As hipertrofias patológicas aparecem com consequência de estímulos variados. Como exemplos a hipertrofia do miocárdio, quando há sobrecarga do coração por aumento da pressão ou do volume do sangue, a parede cardíaca sofre hipertrofia.
A hipertrofia também pode ocorrer por causa de estímulos hormonais sobre determinado tecido (como na hipertrofia endometrial durante a fase estrogênica do ciclo menstrual).
Geralmente a hipertrofia ocorre simultaneamente à hiperplasia, o que é raro em mamíferos pois exige-se que a condição seja muito extrema, exceto em tecidos cujas células não se multiplicam (isto é, em tecidos nos quais as células estão em estado G0 no ciclo celular).
A capacidade de uma célula sofrer hipertrofia é diferente de acordo com o tipo celular. Para cada célula há uma dose crítica acima da qual o estímulo para hipertrofia deixa de provocar uma reação adaptativa para produzir processos regressivos. Em alguns casos o estímulo que leva a hipertrofia provoca também aumento do material genético, podendo haver poliploidia ou multiplicação celular.
A hipertrofia é um processo reversível. Após cessado o estímulo, a célula volta ao aspecto normal. Por exemplo, após o parto o útero readquire suas dimensões normais. Porém se o estimulo persistir ou aumentar além da capacidade adaptativa, pode ocorrer dois eventos: multiplicação celular (hiperplasia) se a célula tem capacidade reprodutiva, e degenerações variadas e até morte celular.

## Efeitos
Aumento da capacidade da fibra muscular de acumular nutrientes principalmente glicogênio.

## Muscular
A hipertrofia da musculatura esquelética nos atletas ou indivíduos que trabalham em atividades que exigem grande esforço físico. Em algumas dessas condições, a hipertrofia muscular tende a ser generalizada, inclusive no coração, que tem de se adaptar as maiores exigências metabólicas.
Tecidos e órgãos hipertróficos tornam-se aumentados de volume e de peso por causa do aumento volumétrico das células. A arquitetura básica do órgão se mantém inalterada, mas aumenta o fluxo de sangue e de linfa.

## Mecanismos desencadeadores de hipertrofia
Estudos sobre a hipertrofia cardíaca relacionada ao aumento crônico da carga hemodinâmica resultaram na elucidação de alguns sinais responsáveis por desencadear os efeitos hipertróficos, são eles:
- Estiramento mecânico
- Fatores de Crescimento:
  - TNF-β
  - fator de crescimento semelhante à insulina tipo 1 (IGF-1)

- Agentes vasoativos:
  - Angiotensina II
  - Agonistas α-adrenérgicos (noradrenalina, adrenalina)

Para que você possa fazer um trabalho de hipertrofia, a crescer em imediato, você precisa saber qual grupo de fibra você tem, existem dois tipos de fibras (tipo 1 fibras de concentração lenta) verdadeiras usinas de resistência, são chamadas de fibras vermelhas devido á vascularização e ao grande suprimento de sangue." Elas tem maior densidade de mitocôndrias e maior quantidade de mioglobina", diz Gerseli Angeli, doutora em fisiologia.
(Tipo 2 fibras de concentração rápida), chamadas de fibra musculares brancas, tem poucas células de energia movidas a oxigênio (mitocôndrias).